# Pedro Muñoz Fonseca
Pedro Miguel Muñoz Fonseca (Liberia, 31 de julio de 1968) es un abogado, empresario y político costarricense, que presidió el Partido Unidad Social Cristiana de julio de 2014 a agosto de 2018.
Durante este periodo, el Partido Unidad Social Cristiana creció de 9 a 14 alcaldes y de 50 a 103 regidores en las elecciones municipales del 2016, y de 8 a 9 diputados en las elecciones generales del 2018. Además, los votos por el candidato presidencial del partido aumentaron de 6,5 % a 16,05 % entre las elecciones presidenciales de Costa Rica del 2014 y las elecciones presidenciales de Costa Rica del 2018.
En la actualidad, es diputado de la Asamblea Legislativa de Costa Rica por la provincia de San José como parte de la Fracción Unidad desde el 1 de mayo de 2018. Está casado con Carolina Carazo –nieta del expresidente de la República Rodrigo Carazo Odio– y tiene tres hijos: Victoria, Antonio y Ana. 
Es autor del libro Dejemos huella, Costa Rica Puede Más, obra publicada en el 2015.
Es socio fundador de la firma de abogados Dentons Muñoz, donde es solo consultor, ya que funge actualmente como diputado.
Fue precandidato a la Presidencia de la República de Costa Rica por el Partido Unidad Social Cristiana en el 2021.

## Biografía

### Vida y educación
Muñoz Fonseca nació en Liberia, el 31 de julio de 1968.
Cursó estudios de primaria en la Escuela de Aplicación Alba Ocampo Alvarado y de secundaria en el Liceo Laboratorio de Liberia. 
Se graduó como licenciado en derecho de la Facultad de Derecho de la Universidad de Costa Rica y luego obtuvo una maestría en Derecho y Diplomacia de la  Fletcher School of Law and Diplomacy, de la Tufts University.

### Carrera política
Fue asesor del Ministro de Relaciones Exteriores y Derechos Humanos de Costa Rica en 1999.
Fue regidor suplente de la Municipalidad de Liberia por el PUSC entre mayo del 2006 y abril del 2010. 
En el 2012 manifestó su interés de ser candidato presidencial como parte de la tendencia Renacer Socialcristiano, que le hacía frente al histórico calderonismo. No obstante, retiró sus aspiraciones a favor de Rodolfo Piza Rocafort, quien en algún momento se convirtió en candidato. Fue elegido presidente del PUSC el 6 de julio de 2014 y fungió hasta agosto de 2018. 
Es actualmente diputado de la Fracción Unidad en la Asamblea Legislativa hasta el 30 de abril de 2022.